# 丸山ナオ
丸山 ナオ（まるやま ナオ、1987年10月5日 - ）は、東京都出身の俳優・モデル。青山学院大学卒業。

## 人物
2018年に自分の誕生日を機に改名（本人談）。多くの方に相談した結果、最終的には母の一言が決め手となり、丸山ナオに改名。実際ツイッター上で報告したのは2018年8月頃。特技はエクソシスト・ロックダンス・バック転・野球。小学生から野球をしており、Vスライダーを投げることも出来る。
声優の飯田利信は再従兄にあたる。

## 出演

### 舞台
- シアターエアリー朗読劇「このアクマめ！」- 主演 柊役
- やりみぞ荘ですよ。（2010年5月9日 - 12日、シアターグリーン BASE THEATER）- 番場万丈 役
- HIMAWARI～日向と日陰が交差した日に～（2009年9月10日-13日 - ウッディシアター中目黒）- 権造 役
- HERO 命×命（2011年1月13日/ 1月15日、中目黒キンケロシアター）- 赤木友也役
- Be With「HARD TO HOLD- UNDERGROUND SERIES 01-」（池袋シアターグリーン）- 黒田役
- 「ロミオ×ロミオ」（日暮里プロモボックス）- 主演 正岡孝志役
- 「MoonLightHighAndLow」（道頓堀ZAZA）- 主演 ストーン役
- 翠組「集団面接」(池袋シアターグリーン) - 華山柊役
- 翠組「ライト・リライト」- オンズ役
- 翠組「放課後サマージャム」- 警官役
- 第14帝国「新作だよ、おっかさん」丸山直輝准尉(ラフォーレミュージアム)
- 立花演劇研究所「7ストーリーズ」- パーシー役
- 翠組「ライクマイファーザー」- 主演 セイイチ役
- PUPA「さよなら、カケラルーム」(キンケロシアター) - 海老沢役
- Be With 「テンペスト」(BIGTREEシアター) - エイドリアン役
- ソラリネ「青春ガチャン」(上野ストアハウス) - 聖人役
- FPアドバンス「男おいらん」（笹塚ファクトリー）- 蓮組 宗次郎役
- 「ブラックジャックによろしく ベビーER編」（2013年12月20日-23日、ワーサルシアター八幡山）- 田辺秀勝役
- 劇団時間制作「ふりだし」（2015年4月22日-29日）
- 「CENDRILLON」（2015年8月12日-16日、小劇場B1）
- 人狼TLPT×PSYCHO-PASSサイコパス「INNOCENT MURDERER-無垢なる殺人者-」（2015年9月23日-10月4日、シアターサンモール）- 橙馬久司役
- 「君の瞳には悠限のファクティス」（2015年12月2日-6日、新宿村LIVE）- 主演 ベリィ役
- 人猫「このニャかに人猫がいるニャ」～「のぶニャがの野望」トライアル公演～（2015年12月16日-23日、俳優座劇場）
- 「オタッカーズ・ハイ」（2016 年6月7日-19 日小劇場B1）- 佐治役
- のぶニャがの野望 番外公演「ねこ軍議〜飼い猫はどいつニャ？〜」（2016年8月5日-14日、R'sアートコート）
- 「君死ニタマフ事ナカレ 零」（2016年12月21日 - 25日、新宿村LIVE）- スミ役[3]
- 「プリンス・オブ・ストライド THE LIVE STAGE Episode3」（東京公演：2017年6月17日-25日/大阪公演：2017年6月30日-7月2日、東京公演：シアター1010/大阪公演：森ノ宮ピロティホール） - 五十公野哉役
- 「プリンス・オブ・ストライド THE LIVE STAGE Episode4」（東京公演：2017年8月14日-20日/大阪公演：2017年8月26日-27日、東京公演：シアター1010/大阪公演：豊中市立文化芸術センター 大ホール）- 五十公野哉役
- 「プリンス・オブ・ストライド THE LIVE STAGE Episode5」（東京公演：2018年5月31日-6月4日/大阪公演：2018年6月15日-17日、東京公演：シアター1010/大阪公演：森ノ宮ピロティホール）- 五十公野哉 役
- 「オバケストラ！」（2018年07月11日-2018年07月16日、シアターサンモール）- 烏飼 役
- 人狼TLPTS「トランスミッション」（2019年2月、萬劇場）《ハッカー》- スチュアート 役
- 「大正☆クインテット」（2019年3月、座・高円寺）- 佐々木孔明 役
- 「Starry☆Sky on STAGE」（2019年7月、品川プリンスホテルexシアター）- 水嶋郁 役
- 「23区女子-FINAL-」（2019年8月-9月、座・高円寺）- 野尻 役
- 「Starry☆Sky on STAGE SEASON2 ～星雪譚 ホシノユキタン～」（2020年1月15日-26日、紀伊國屋サザンシアターTAKASHIMAYA）- 水嶋郁 役
- 「ピウス企画×人狼TLPT 人狼TLPTS」（2020年4月15日-19日、萬劇場）（2020年4月21日-26日、シアターグリーンBIG TREE THEATER）
- 舞台「悪役令嬢ですが攻略対象の様子が異常すぎる」（2022年2月16日 - 2月20日、シアターグリーン BIG TREE THEATER） - ジェイ・シーク 役[4]

### ミュージカル
- 郡司企画「真夏の夜の夢」ディミトリアス役
- 翠組×PINKDRUNK「Do not!!」
- 「手紙」主演 祥役
- ストラヴィンスキー「火の鳥」ダルシアン王役（神奈川芸術劇場ホール）
- Musical in Tokyo Vol.4「舞台裏の幸福」篠田和也役（いけぶくろ公会堂）
- Musical in Tokyo Vol.5「闇夜のセレナーデ」エドモンド役（北千住シアター1010）
- 「CRUWN OF SOFIA」レイク役（横浜相鉄本多劇場）
- サンリオピューロランド内ミュージカル「MEMORY BOYS〜想い出を売る店〜」セレナーデ役

### 映画
- 「タクミくんシリーズ~Pure~」
- 「ママゴト遊び」主演 ユキヒコ役（自主映画）
- 「ねこタクシー」
- 「23区女子-FINAL-」（2020年放映予定）

### モデル
- HIPSHOP
- sputnicks レギュラーモデル
- DDストア

### 雑誌
- Ray cancam S-cawaii PINKY メンズ読者モデル
- HOT WATER
- モトギア・プラス
- 東京graffity

### イベント
- 翠組プレゼンツ「私を舞台に連れてってVO.2」（サンシャインシティ噴水広場）
- 翠組プレゼンツ「私を舞台に連れてって。」〜旗揚げイベント〜（ZicAkiba）
- ウエストパワー主催 事務所対決
- イケメンDX!DX!冬〜イケメンフェスティバル〜 主催ファースト・エース

### WEB
- あっ！とおどろく放送局「旗揚げ公演直前スペシャル！＠midorigumi247」
- 日刊ゲンダイZAKZAK
- 日経ナビ
- SAMOURAI
- ミクシィニュース
- アクターボックス

### TV
- ロンドンハーツ

### アニメ
- クロヒョウ2龍が如くDVD

### FM・ラジオ
- レインボータウンFM『アクターズブラボー』